# Пані Шалотт (картина)
«Пані Шалотт» (англ. The Lady of Shalott) — одна з найвідоміших картин англійського художника прерафаеліта Джона Вільяма Вотергауса, створена в 1888 році. Це перша версія картини, створеної за однойменною поемою Альфреда Теннісона.

## Сюжет
У поемі Теннісона «Пані Шалот» розповідається історія дівчини на ім'я Елейн (англ. Elaine of Astolat), на якій лежить прокляття: вона повинна залишатися в башті на острові Шалот і вічно ткати довге полотно. Острів Шалот розташований на річці, що тече в замок Камелот. Ніхто не знає про існування Елейн, тому що прокляття забороняє їй залишати вежу і навіть дивитися з вікна. Натомість, у неї в кімнаті висить величезне дзеркало, в якому відбивається навколишній світ. Дівчина займається тим, що тче гобелен, зображуючи на ньому чудеса навколишнього світу, які їй вдалося побачити. Поступово світ все більше захоплює її, а самотнє сидіння в башті стомлює. Одного разу вона бачить у дзеркалі, як сер Ланселот скаче в Камелот, і залишає кімнату, щоб подивитися на нього з вікна. В ту ж секунду виповнюється прокляття, гобелен розплутується, а дзеркало тріскається.
Елейн розуміє, який необдуманий вчинок зробила, і біжить з вежі. На березі річки вона знаходить човен і пише на ньому своє ім'я. Вона пливе по річці, співаючи сумну пісню, але помирає перш, ніж допливає до Камелота, де могла б знайти щастя і любов. Її знаходять. Ланселот бачить прекрасну жінку.

## Опис
Поезія Теннісона була дуже популярна серед прерафаелітів, до яких примикав Вотергаус. Хоч в даному випадку Теннісон пише про трагічну любов, художники (Голман Гант, Росетті, Артур Г'юз) завжди наповнювали картини по «Пані Шалот» своїм змістом і відбивали світогляд людей Вікторіанської епохи, обираючи для ілюстрації різні сюжетні уривки і по різному інтерпретуючи статус жінки. Зростала роль жінки, як берегині домашнього вогнища, а прерафаеліти, в той же час, показували внутрішній конфлікт між приватними, особистими надіями і громадськими обов'язками жінок.
Вотергаус зображує Шалот в той момент, коли вона вже сидить в човні і тримає в руках ланцюг, яким прив'язаний човен до берега. Поруч лежить гобелен, забутий і частково занурений у воду. Свічки і розп'яття роблять човен схожим на похоронний. Елейн дивиться на все сумним, одиноким і одночасно зневіреним поглядом. Свічки символізують життя. На картині дві з них загашені. Автор натякає, що Елейн залишилося жити зовсім недовго. Рот дівчини відкритий: вона співає прощальну пісню.
Пейзаж намальований недбало — Вотергаус відступив від прерафаелітських традицій, коли природа зображувалася максимально достовірно і детально.

## Пізніші версії
Пізніше Вотергаус написав ще дві картини, присвячені «Пані Шалот». Варіант 1894 року називається «Пані Шалот дивиться на Ланселота» (англ. The Lady of Shalott Looking at Lancelot) і по композиції нагадує картину Голмана Ганта «The Lady of Shalott»: Елейн зображена в момент «падіння». Дівчина з вікна своєї вежі дивиться на лицаря, який їде біля замку. Коліна Ейлен обмотані нитками гобелена, а за її спиною тріснуте дзеркало. Як і у версії 1888 року, Вотергаус не звинувачує жінку, яка піддалася емоціям, а співчуває їй. Як писав Теннісон, «на її обличчі написане народження любові до чогось, чого вона була настільки довго позбавлена, і ця любов вириває її зі світу тіней і веде в світ реальний».
Фінальна версія картини (1911) носить назву «„Мене переслідують тіні“, — сказала Чарівниця Шалот» (англ. «I am Half–Sick of Shadows» said the Lady of Shalott). «Мене переслідують тіні» — цитата з поеми Теннісона. Всупереч сюжету поеми, Пані Шалот одягнена не в білу сукню, а в яскраво–червону, її фігура нагадує чуттєву позу Маріан з картини Мілле «Маріана» (1851). Кімната освітлена сонцем і намальована в яскравих тонах, в стилі ранніх прерафаелітів. Створюється враження, що Елейн страждає від нудьги, таким чином, очевидно, що рано чи пізно вона піддасться на спокусу подивитися на реальний світ.